# Argyrogrammana talboti
Espèce
Argyrogrammana talboti est une espèce d'insectes lépidoptères de la famille des Riodinidae et du genre Argyrogrammana.

## Dénomination
Argyrogrammana talboti a été nommé par Christian Brévignon et Jean-Yves Gallard en 1998

## Liste des sous-espèces
Selon BioLib (22 novembre 2020) :
- Argyrogrammana talboti talboti présent en Guyane et au Brésil.
- Argyrogrammana talboti naranjilla Hall & Furtado, 1999; présent au Brésil.

## Description
Argyrogrammana talboti est un papillon présentant des ailes jaune orangé largement bordé de noir sur le dessus. L'apex et la bordure sont très discrètement ponctués de petits points bleus.

## Écologie et distribution
Argyrogrammana talboti est présent en Guyane et au Brésil.

### Biotope
Il réside dans la forêt tropicale.